# Mariano del Friuli
Mariano del Friuli é uma comuna italiana da região do Friuli-Venezia Giulia, província de Gorizia, com cerca de 1.538 habitantes. Estende-se por uma área de 8 km², tendo uma densidade populacional de 192 hab/km². Faz fronteira com Cormons, Farra d'Isonzo, Gradisca d'Isonzo, Medea, Moraro, Romans d'Isonzo.
É a terra natal do ex-goleiro Dino Zoff, ídolo da Juventus e campeão mundial com a Seleção Italiana em 1982.

## Demografia
| Variação demográfica do município entre 1861 e 2011                               |
|                                                                                   |
| Fonte: Istituto Nazionale di Statistica (ISTAT) - Elaboração gráfica da Wikipedia |